# Österåkers kommunvapen

Österåkers vapen fastställdes första gången 1957. Det registrerades för den nuvarande kommunen 1983.

Österåkers kommunvapen är kommunvapnet för Österåkers kommun. Det innehåller en roslagsskuta, en typisk båttyp för denna del av Sverige. Den skall symbolisera kustfartens betydelse för kustlandets och skärgårdens näringsliv.
Även om ett heraldiskt vapen aldrig föreställer ett särskilt föremål, anses skutan som stod som modell för bilden i kommunvapnet vara en roslagsskuta vid namn Alcea, som byggdes 1888. Alceahuset är därför namnet på det nya kommunhuset som invigdes under sommaren 2007. Kommunförvaltningen flyttade då från sina gamla lokaler vid Åkersberga centrum till tidigare Åkersberga sjukhus lokaler vid Hackstavägen.

## Blasonering
Blasonering: I blått fält en roslagsskuta av silver med svart brädgång samt vedlast av guld.

## Bakgrund
Kommunvapnet fastställdes för dåvarande Österåkers landskommun år 1957. Det hade förelegat många förslag till vapen, men kommunen föredrog det förslag som hembygdsföreningen förordade. Vapnet förändrades inte under de kommunsammanslagningar som följde under 1960-talet.
Vid årsskiftet 1973/1974 lades kommunen samman med den tidigare staden Vaxholm och den sammanslagna kommunen fick Vaxholms namn men tidigare landskommunens vapen. Vid årsskiftet 1982/1983 delades kommunen, varvid den därefter något större Vaxholms kommun återtog sitt gamla stadsvapen. Efter kommundelningen registrerades vapnet med roslagsskutan åter för Österåkers kommun hos PRV år 1983.